# KVK Tienen-Hageland
A KVK Tienen-Hageland egy belga labdarúgócsapat Tienen városában. A klub hazai mérkőzéseinek helyét a 7 100 fő befogadására alkalmas Bergéstadion adja. A egyesület labdarúgó-szakosztályát 1921-ben alapították. A klub jelenleg a Division 1-ben szerepel.
Egyik legnagyobb sikerüket az 1936–37-es szezonban érték el, amikor feljutottak az első osztályba. Az 1937–38-as idényben 14 ponttal, utolsó helyen távoztak a Jupiler League-től.

## Játékoskeret
| #  |     | Poszt | Név             |
| -- | --- | ----- | --------------- |
| 1  | BEL | K     | Arthur Hannes   |
| 3  | BEL | V     | Alexander Vos   |
| 5  | BEL | V     | Hannes Meeus    |
| 6  | BEL | KP    | Frederic Farin  |
| 7  | BEL | V     | Nils Struys     |
| 8  | BEL | CS    | Jesse Mputu     |
| 9  | BEL | CS    | Liam Coenen     |
| 10 | BEL | CS    | Ben Yagan       |
| 11 | BEL | CS    | Jordy Vanweerts |
| 13 | IND | V     | Amardeep Singh  |
| 14 | BEL | V     | Axel Swerten    |

| #  |     | Poszt | Név               |
| -- | --- | ----- | ----------------- |
| 17 | BEL | KP    | Andries Claes     |
| 18 | BEL | KP    | Pieter Jochmans   |
| 19 | MAR | K     | Sofiane Bouzian   |
| 21 | BEL | K     | Wouter Nijsen     |
| 22 | BEL | KP    | Nick Spaenhoven   |
| 23 | BEL | KP    | Jonas Bogaerts    |
| 24 | BEL | KP    | Jonas Laureys     |
| 25 | BEL | V     | Daan Matterne     |
| 32 | BEL | CS    | Terry Osei-Berkoe |
| 33 | BEL | KP    | Pieter Kempeneers |

## Fordítás
Ez a szócikk részben vagy egészben  a   K.V.K. Tienen-Hageland című angol Wikipédia-szócikk fordításán alapul.  Az eredeti cikk szerkesztőit annak laptörténete sorolja fel. Ez a jelzés csupán a megfogalmazás eredetét és a szerzői jogokat jelzi, nem szolgál a cikkben szereplő információk forrásmegjelöléseként.